# 梶原みずほ
梶原 みずほ（かじわら みずほ、1972年 - ）は、朝日新聞社編集委員。

## 経歴
東京都出身。ロンドンで育ち、立教英国学院を卒業。同級生にrakumo創業者の御手洗大祐がいた。
エジプトのカイロアメリカン大学政治学部を卒業後、1994年、朝日新聞に入社。
神戸、金沢の各支局、大阪本社社会部を経て、2000年には、東京本社政治部。首相官邸や自民党、外務省などを担当した。
2009年から「GLOBE」記者。2011年には、安倍晋太郎ジャーナリストフェロー、ロンドン大学キングスカレッジ社会科学公共政策学部客員研究員。
2014年には、フルブライトフェローに選ばれ、朝日新聞を休職して2年間、ハワイ大学日本研究センター客員研究員。
2015年1月から2016年8月には、ハワイにあるアメリカ国防総省ダニエル・K・イノウエのアジア太平洋安全保障研究センター客員研究員。一般社団法人日本オマーン協会理事。公益財団法人笹川平和財団の日米豪印による「インド洋地域の安全保障」政策提言プロジェクトメンバー。慶應義塾大学グローバルリサーチインスティテュート客員所員。朝日新聞編集委員。

## 著書
- 『アメリカ太平洋軍 日米が融合する世界最強の集団』（2017年、講談社）ISBN 9784062208260。